# کنتولا، هلسینکی
کُنْتولا (سوئدی: Gårdsbacka) جزو منطقه‌های چهارگانه هلسینکی پایتخت فنلاند و بخشی از محله مللون‌کوله است.

## پیشینه
گسترش کُنْتولا بیشتر در دهه ۱۹۶۰ و ۱۹۷۰ صورت گرفت شد، زمانی که مسکن بیشتری در هلسینکی مورد نیاز بود. بسیاری از مردم از مرکز شهر به این محله نقل مکان کردند. کُنْتولا به‌طور کلی یکی از بدنام‌ترین حومه‌ها درهلسینکی شرقی محسوب می‌شود که عمدتاً به دلیل وقوع خشونت و خرید و فروش مواد مخدر است. علیرغم این شهرت بد، این محله در بسیاری از فیلم‌ها، کتاب‌ها و آهنگ‌ها مورد استفاده قرار گرفته‌است.

## حمل و نقل
مترو در سال ۱۹۸۶ به کُنْتولا گسترش یافت که دسترسی به منطقه را آسان کرد. از ایستگاه متروی کُنْتولا روزانه ۲۰۰۰۰ نفر استفاده می‌کنند.
در سال ۲۰۰۶، بنیاد میراث محلی فنلاند، کُنْتولا را به عنوان محله سال در فنلاند انتخاب کرد.